# Carl Sundell (präst)
Carl Reinhold Sundell, född 21 januari 1857 i Norrköping, död 26 april 1947, var en svensk präst, folkskoleinspektör och psalmförfattare.

## Biografi
Sundell blev student vid Uppsala universitet 1876, tog 1882 filosofie kandidatexamen och 1887 både teoretisk och praktisk teologisk examen. Han var 1888–1889 pastorsadjunkt och vice komminister i Sankt Olai församling i Norrköping. Han utnämndes 1887 och tillträdde 1889 tjänsten som komminister i Åsbo församling. Han utnämndes 1893 och tillträdde 1895 tjänsten som kyrkoherde i Västra Stenby, Fågelsta av Linköpings stift. Han var 1908–1941 kyrkoherde i Östra Eneby församling vid Norrköping samt 1914–1936 kontraktsprost. 1925 och 1926 var han ledamot av kyrkomötet.
År 1893 utnämndes han till folkskoleinspektör för ett distrikt av sydöstra Östergötland, vilket med ingången av 1899 byttes mot norra Östergötland, en tjänst som han behöll till 1914. 1899 tjänstgjorde han som sakkunnig för anordnandet av slöjdundervisning i folkskolan. 1900 utarbetade han en normalplan för folkskolan. 1906 författade han en ny plan till folkskolestatistiken. Åren 1906–1914 var han ledamot av folkundervisningskommissionen, år 1913 i kommissionen rörande undervisningsstatistik. 1925–1927 var han inspektor vid Linköpings folkskollärarseminarium.

## Familj
Carl Reinhold Sundell var son till tulluppsyningsmannen Reinhold Sundell och Lena Malmström. Han gifte sig 1889 med Vendela Salwén (1856–1938), dotter till kontraktsprosten Anders Salwén och Fredrika Liborius.
Hans son stadsfiskalen Nils Sundell var under en period gift med Margit Nordin.

## Verklista

### Psalmer
- Du gav mig, o Herre, en teg av din jord nummer 501 i 1937 års och nummer 596 i Den svenska psalmboken 1986.